# Mariscal de camp
Mariscal de camp o simplement mariscal és un grau militar. Avui és el màxim grau dels exèrcits on es fa servir, un rang per damunt del de general o de coronel general, quan aquests estan en l'ordenament jeràrquic. Històricament, això no obstant, diversos exèrcits van fer servir el títol de mariscal de camp com a rang de comandant de divisió, concretament els d'Espanya, Mèxic, Portugal i el Brasil (mariscal de campo en espanyol i marechal-de-campo en portuguès). A França era un comandant de brigada. A diversos països es fa servir només el títol de mariscal. L'equivalent de la força aèria a la Commonwealth és mariscal de la força aèria (que no s'ha de confondre amb el de mariscal de l'aire). Els rangs navals corresponents normalment són Gran Almirall o almirall de la flota (kapudan paixà en l'exèrcit otomà).
L'origen dels mariscals de camp data d'inicis de l'alta edat mitjana, i originalment significava el custodi dels cavalls del rei (march scalc) en l'època del primers reis francs.
A la Xina Imperial, diversos generals triomfadors reberen el títol de mariscal de camp (元帥 Yuan Shuai) o de gran mariscal de camp (大元帥 da yuan shuai). Un dels més famosos fou Yue Fei, a la dinastia Song.
Fins al final de la Segona Guerra Mundial, Japó també atorgava el títol honorífic de mariscal de camp (元帥 gensui) als generals i almiralls triomfadors, tot i que seguien mantenint el seu rang de general o d'almirall.
Arthur Wellesley, 1r Duc de Wellington va ser mariscal de camp en 12 exèrcits diferents. Els seus 12 bastons de mariscal estan exposats a l'Apsley House.
A l'exèrcit francès de l'Antic règim, el mariscal de camp (maréchal de camp) era el comandant d'una brigada. El 1793, durant la Revolució Francesa, el rang de mariscal de camp va ser substituït pel de general de brigada. La seva insígnia eren dues estrelles (una estrella era la insígnia de coronel). El rang de mariscal de camp estava subordinat al de tinent general, que el 1793 esdevingué general de divisió. El rang de mariscal de camp francès no s'ha de confondre amb el de Mariscal de França, que era el rang màxim a l'Antic Règim i que encara avui és el màxim rang francès (si bé en teoria no es tracta d'un rang sinó d'una dignitat d'estat).
Els Estats Units mai no han fet servir el rang de mariscal de camp, perquè George Washington només va ser general, i es considera inapropiat tenir un rang superior. Al seu lloc, es fan servir dues variacions de general: General de l'exèrcit i, en casos molt particulars, General dels Exèrcits dels Estats Units. Aquest darrer va ser creat per a John Pershing el 1919 en reconeixement de la seva actuació com a comandant de la Força Expedicionària Americana. Per un altre costat, el General Douglas MacArthur va ser mariscal de camp de l'exèrcit de les Filipines.

## Mariscals de camp al llarg del món
- Mariscal de camp (Albània)
- Generalfeldmarschall o Mariscal de Camp (Alemanya)
- Mariscal de camp (Austràlia)
- Mariscal de camp (Egipte)
- Mariscal de camp (Filipines)
- Mariscal de camp (Finlàndia)
- Mariscal de França
- Mariscal de la República Democràtica Alemanya
- Mariscal de camp (Índia)
- Mariscal de camp (Iran)
- Mariscal d'Itàlia
- Mariscal de camp (Malàisia)
- Mariscal de camp (Nova Zelanda)
- Mariscal de camp (Pakistan)
- Mariscal de Perú
- Mariscal de Polònia
- Mariscal de Camp (Regne Unit)
- Mariscal de camp (Rússia)
- Mariscal de camp (Sud-àfrica)
- Mareşal (Turquia)
- Mariscal de camp (Uganda)
- Mariscal de la Unió Soviètica